# Karina Lombard
Pour les articles homonymes, voir Lombard.
Karina Lombard, née le 21 janvier 1969 à Tahiti est une actrice franco-américaine.

## Biographie
Karina Lombard voit le jour à Tahiti. Après avoir été séparée de sa mère, elle quitte l'île pour aller vivre dans une pension à Barcelone. Elle est élevée par sa grand-mère russe et une marraine irlandaise.
Elle poursuit la plupart de ses études dans un pensionnat suisse. Elle apprend cinq langues (anglais, français, allemand, espagnol, italien).
Installée durant son adolescence aux États-Unis et résidant aujourd'hui entre Los Angeles, et l'Europe, elle a la double nationalité franco-américaine.

## Carrière
À 17 ans, elle se fait remarquer par un photographe dans un restaurant à New York. Elle amorce sa carrière dans le monde du cinéma. Puis elle décroche son premier rôle dans la série télévisée française L’Île, adaptation du roman historique de Robert Merle.
En 1990, elle suit des cours à l'Actors Studio. En 1993, elle joue dans le film Wide Sargasso Sea (en) pour lequel elle gagne une récompense et elle fait une brève apparition dans le film La Firme où elle embrasse Tom Cruise, puis elle décroche un rôle dans le film Légendes d'automne en 1994.
En 1996, elle joue dans le film Dernier Recours au côté de Bruce Willis et dans Kull le conquérant en 1997. Sa carrière de comédienne se déroule alors principalement aux États-Unis, le téléfilm français Terre violente (1998) constituant une exception.
En 2003, elle est choisie pour tenir le rôle de Marina Ferrer dans la série The L Word.
En 2004, elle est engagée pour jouer Alana Mareva dans le feuilleton télévisé Les 4400.
En 2007, elle fait un bref retour dans The L Word le temps de deux épisodes. D'autre part, elle joue à nouveau dans une production française en apparaissant dans la saga d'été de M6, Suspectes, dont elle tient la vedette aux côtés notamment de Ingrid Chauvin et Dominique Guillo.
En 2008, elle joue dans un épisode des Experts.
En 2009, elle interprète Geneviève, journaliste française qui réalise un livre sur le 11 septembre 2001 et le Fire Department of the City of New York (FDNY), dans la série Rescue Me : Les Héros du 11 septembre avec Denis Leary.
En 2010, elle tourne dans le premier long métrage de fiction réalisé par Philippe Guillard, Le Fils à Jo, où elle tient le premier rôle féminin, aux côtés de Gérard Lanvin, d'Olivier Marchal et de Vincent Moscato. À l'occasion de la sortie du film, elle se dit intéressée par la poursuite d'une carrière en France, ayant apprécié l'ambiance du cinéma hexagonal.

## Filmographie

### Cinéma

#### Longs métrages
- 1990 : The Doors d'Oliver Stone : Une actrice
- 1993 : La Firme (The Firm) de Sydney Pollack : La fille sur la plage
- 1993 : Wide Sargasso Sea (en) de John Duigan : Antoinette Cosway
- 1994 : Légendes d'automne (Legends of the Fall) d'Edward Zwick : Isabel Decker Ludlow
- 1996 : Dernier Recours (Last Man Standing) de Walter Hill : Felina
- 1997 : Kull le Conquérant (Kull the Conqueror) de John Nicollela : Zareta
- 1998 : Exposé (Footsteps) de Daphna Edwards : Amber Collins
- 2001 : Guardian de John Terlesky : Katherine Kross
- 2003 : Trahison (Deception) de Max Fischer : Margareth de Vries
- 2004 : Big Kiss de Billy Zane : Liz
- 2011 : Le Fils à Jo de Philippe Guillard : Alice Hamilton

### Télévision

#### Séries télévisées
- 1987 : L'Île : Ivoa
- 1998 : Demain à la une (Early Edition) : Sammia Watts
- 1998 : Terre violente : Anna
- 2004 : Dr Vegas : Jessica Rhodes / Black Widow
- 2004 - 2006 : Les 4400 (The 4400) : Alana Mareva
- 2004 / 2007 / 2009 : The L Word : Marina Ferrer
- 2007 : Suspectes : Claude Perkins
- 2008 : Les Experts (CSI: Crime Scene Investigation) : Pippa Sanchez
- 2009 : Rescue Me : Les Héros du 11 septembre (Rescue Me) : Geneviève Lazard
- 2011 : Les Experts : Manhattan (CSI : NY) : Eva Martinez
- 2012 : NCIS : Enquêtes spéciales (NCIS) : Monique Lisson
- 2016 : Timeless : Chef Nonhelema

#### Téléfilms
- 1999 : Le Septième Papyrus (The Seventh Scroll) de Kevin Connor : Royan
- 2000 : Murder at the Cannes Film Festival d'Harvey Frost : Inspecteur Renee Reno
- 2015 : Le Family Show de Pascal Lahmani : Mayi Rioux